# 李承華
李承華（1517年—？），字實甫，號少泉，山西平陽府曲沃縣人，軍籍，明朝政治人物。

## 生平
嘉靖十六年（1537年）丁酉科山西鄉試第三十五名舉人。嘉靖二十六年（1547年）中式丁未科會試第二百五十四名，登第三甲第九十三名進士。兵部觀政，初授行人，二十九年六月擢试浙江道监察御史，三十年三月实授，三十一年八月条陈考察五事，四十四年六月升大理寺右寺丞，十二月改左寺丞，四十五年十月升本寺右少卿，隆庆元年调外任。

## 家族
曾祖李禎，縣丞 封工部主事 累贈通議大夫兵部左侍郎；祖父李浩，資政大夫太子少保禮部尚書 贈太子太保 諡莊簡；父李鏞，應天府府丞。母許氏（封恭人）。具庆下。兄承光（官生）、承德（监生）。弟承詔、承賜、承宠。